# Ezequiel Colombres
José Ezequiel Colombres Alurralde (San Miguel de Tucumán, 10 de abril de 1818 - Buenos Aires, 16 de junio de 1882) fue un médico y político argentino, miembro de la Sala de Representantes de la provincia de Tucumán, presidente de la Municipalidad de San Miguel de Tucumán y senador Nacional por esa provincia.

## Biografía
Fueron sus padres María de la Trinidad Alurralde y Francisco Colombres, hermano del Obispo Colombres (firmante del Acta de la Independencia), quien conjuntamente con Fray José Manuel Pérez y del Deán Diego Estanislao Zavaleta le brindaron las primeras enseñanzas en Tucumán. Un legado de su tío, el mencionado Dr. José Eusebio  Colombres, le permitió costearse los estudios en Buenos Aires, graduándose de médico en 1842.
Al regresar a su provincia natal, contrajo enlace en 1845 con Zoyla Gutiérrez Juarez, la única hija del gobernador Celedonio Gutiérrez. Este acontecimiento, el matrimonio de un miembro de una familia conspicuamente unitaria con la hija del jefe del partido federal, motivó que se suavizaran notoriamente las asperezas entre ambos partidos a nivel local. Cuando Gutiérrez fue destituido y tuvo que exiliarse en varias oportunidades, su yerno lo acompañó con su familia. Fue médico titular de la provincia, varias veces miembro de la Sala de Representantes, que presidió; tres veces presidente de la Municipalidad.
Al fallecer Salustiano Zavalía en 1873, fue elegido para cubrir la vacancia de la Senaduría Nacional que aquel ejercía, completando su período en 1877. Lo sustituyó uno de sus yernos, Benjamín Paz, casado con su hija Dalmira.
Fue uno de los médicos más famosos de su época, tratando eficazmente a los numerosos pacientes a su cargo, tanto en los hospitales públicos como en casas particulares, siendo llamado con frecuencia para asistir enfermos en provincias vecinas. Además, tenía múltiples actitudes de desprendimiento (por ej., el 17 de mayo de 1871, le respondía a la viuda de un amigo que solicitaba sus honorarios por la asistencia médica brindada durante la última enfermedad de su finado esposo: “...me es agradable manifestarle que no tengo la costumbre de cobrar honorarios a las personas que me favorecen con su amistad...” ), habiendo fundado varios establecimientos de caridad y beneficencia.
Falleció repentinamente en Buenos Aires a causa de una embolia cerebral, siendo sepultado en el cementerio de La Recoleta el 17 de junio de 1882.
La calle Ezequiel Colombres, en la capital tucumana, evoca su personalidad.